# Liste des évêques de Tropea
Cette liste recense les évêques qui se sont succédé sur le siège du diocèse de Tropea fondé au VIIe siècle. En 1818 le diocèse est uni avec le diocèse de Nicotera dans le diocèse de Nicotera-Tropea ; en 1986 s'ajoute le diocèse de Mileto pour donner l'actuel diocèse de Mileto-Nicotera-Tropea

## Évêques de  Tropea
- Jean  Ier † (649)
- Théodore Ier † (679 - 680)
- Théodore II † (787)
- Pierre † (v. 1050)
- Calocirio Dordiletto † (1066 - 1088)
- Justin † (1094)
- Geruzio † (1155)
- Erveo † (1157)
- Coridono † (1178 - 1195)
- Orlandin, O.S.B. † (1195 - ?)
- Richard Ier † (1200 - septembre 1216)
- Jean II † (1216 - ?)
- Jean III † (1280 -  1296)
- Arcadio † (1299)
- RichardII † (1315 - 1322)
- Robert † (1322 - 1343)
- Rolandino Malatacchi, O.E.S.A. † (14 juin 1357 - 22 mai 1390)
- Pavo de Griffis † (1390 - v. 1410)
  - Bienheureux Giovanni Dominici, O.P. † (16 mai 1410 - 17 septembre 1410) (administrateur apostolique)
- Niccolò d'Acciapaccio † (17 septembre 1410 - 18 février 1435
- Giosuè Mormile † (23 juillet 1436 - 1445)
- Pietro Balbi † (27 décembre 1465 - 9 septembre 1479)
- Giovanni de Itro † (22 décembre 1479 - 15 avril 1480)
- Guiliano Mirto Frangipani † (16 juin 1480 - 1499)
- Sigismondo Pappacoda † (10 mai 1499 - 3 novembre 1536)
- Giovanni Antonio Pappacoda † (1536 - 1538) 
  - Innocenzo Cybo † (6 février 1538 - 14 juin 1538) (administrateur apostolique)
  - Girolamo Ghinucci † (19 juin 1538 - 6 juillet 1541) (administrateur apostolique)
- Giovanni Poggio † (4 octobre 1541 - 6 février 1556)
- Gian Matteo di Luca Luchi † (6 février 1556 - 22 juin 1558)
- Pompeo Piccolomini † (26 janvier 1560 - 3 mai 1562)
- Francisco Aguirre † (15 novembre 1564 - ?)
- Felice Rossi † (5 juillet 1566 - 18 mars 1567)
- Girolamo Rustici † (26 juin 1570 - 31 mars 1593)
- Tommaso Calvi † (30 avril 1593 - 29 août 1613)
- Fabrizio Caracciolo † (4 mai 1615 - 11 janvier 1626)
- Ambrogio Cordova, O.P. † (20 juin 1633 - 9 juin 1638)
- Benedetto Mandina, C.R. † (14 juillet 1642 - 31 mai 1646)
- Juan Lozano, O.E.S.A. † (17 décembre 1646 - 29 mai 1656)
- Carlo Maranta † (24 septembre 1657 - 26 janvier 1664)
- Lodovico Morales, O.S.A. † (7 février 1667 - 10 janvier 1681)
- Girolamo Borgia † (1681 - 11 août 1683)
- Francisco de Figueroa, O.S.A. † (9 avril 1685 - 5 novembre 1691)
- Teofilo Testa, O.F.M. † (25 juin 1692 - 21 octobre 1695)
- Giovanni Bonella † (1696 - 1696)
- Juan Lorenzo Ibáñez, O.S.A. † (14 décembre 1696 - 21 octobre 1726)
- Angelico Viglini, O.F.M.Cap. † (12 avril 1728 - 6 mai 1731)
- Gennaro Guglielmi † (17 décembre 1731 - 22 décembre 1750)
- Félix de Pau † (15 mars 1751 - 6 novembre 1782)
- Giovanni Vincenzo Monforte † (18 décembre 1786 - 29 janvier 1798)
- Gerardo Mele † (29 janvier 1798 - 6 février 1817)